# Ultraforce (アニメ)
Ultraforce（ウルトラフォース）は、マリブ・コミックスの同名のヒーローチームを基にしたテレビアニメで、アメリカ合衆国のUSAネットワークで1995年10月15日から1995年12月31日まで放送された。制作はDICプロダクション、ボーボット・エンターテインメントが担当。ちなみにこのアニメは、評判があまり良くなかったとされる。日本では放送されなかった。

## キャラクター
プライム
声 - アンドリュー・ジャクソン
トパーズ
声 - キャサリン・ディッシャー
ペニー・ブルカ / ピックス
声 - アリソン・コート
ハードケース
声 - ロッド・ウィルソン
ボブ・キャンペル / プロトタイプ
声 - リノ・ロマノ
コンタリー
声 - ジャネット＝レイン・グリーン
ケヴィン・グリーン
声 - アモス・クローリー
ジョナサン・マーティン / グール
声 - 	ピーター・ワイルドマン
ギャズマ
声 - クリスティーナ・ニコール

## エピソード
| 話数 | サブタイトル                                 | 米国放送日      |
| ---- | -------------------------------------------- | --------------- |
| 1    | Prime Time (Part 1)                          | 1995年 10月15日 |
| 2    | The Stuff of Heroes (Part 2)                 | 10月22日        |
| 3    | Armageddon (Part 3)                          | 10月29日        |
| 4    | Lord Pumpkin's Pie (Part 1)                  | 11月5日         |
| 5    | You Can't Go Home Again (Part 2)             | 11月12日        |
| 6    | Wrack & Ruin                                 | 11月19日        |
| 7    | Night and The Nightman                       | 11月19日        |
| 8    | Prime Ambition                               | 11月26日        |
| 9    | A Veiled Threat                              | 12月3日         |
| 10   | Pump It Up!                                  | 12月10日        |
| 11   | Primal Scream                                | 12月17日        |
| 12   | Everything That Rises Must Converge (Part 1) | 12月24日        |
| 13   | Jumpin at the Boneyard (Part 2)              | 12月31日        |